# Florian Tursky

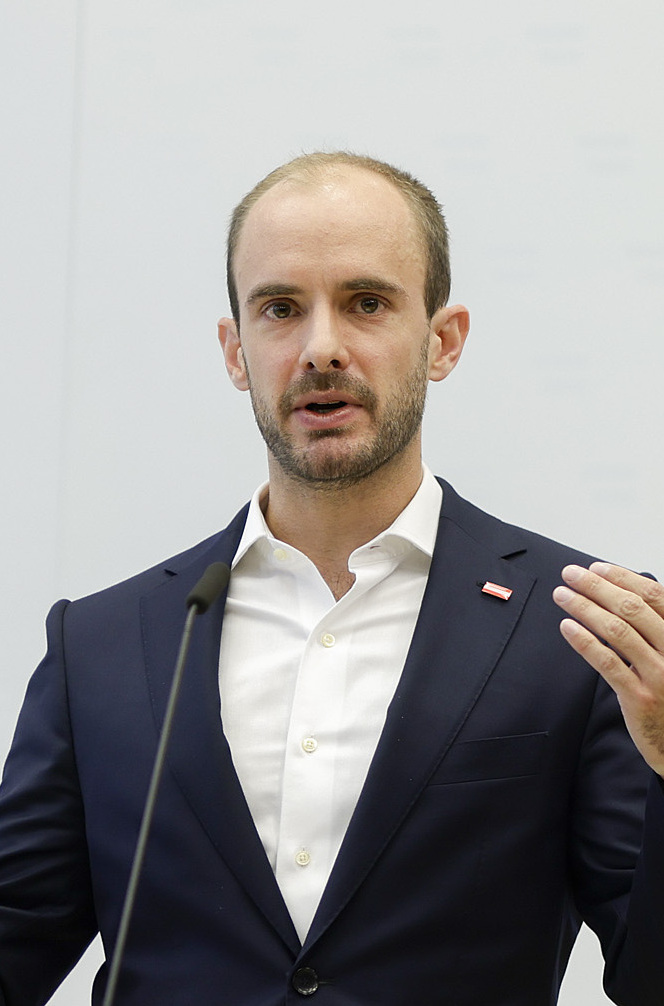
Florian Tursky (2022)

Florian Tursky (* 13. Mai 1988 in Innsbruck) ist ein österreichischer Politiker der Österreichischen Volkspartei (ÖVP) und war Staatssekretär für Digitalisierung und Telekommunikation in der Bundesregierung Nehammer. Seit Februar 2025 leitet er das Vodafone Institut Europe.

## Leben
Florian Tursky besuchte das Akademische Gymnasium Innsbruck. In seiner Schulzeit trat Tursky der katholischen Schülerverbindung K.Ö.St.V. Teutonia Innsbruck im MKV bei und während seiner Studentenzeit wurde er Mitglied der katholischen Studentenverbindung A.V. Austria Innsbruck im ÖCV. Zudem ist Tursky Mitglied weiterer katholischer Studentenverbindungen des Österreichischen Cartellverbandes und des Mittelschüler-Kartell-Verbandes. An der Donau-Universität Krems absolvierte er den MSc-Universitätslehrgang PR und Integrierte Kommunikation (2011–2017) und einen MBA-Universitätslehrgang (2019–2021). Nach seiner Zeit als Staatssekretär schloss er einen LLM-Lehrgang am Management Center Innsbruck in „Digital Business and Tech Law“ ab.
Tursky begann seine berufliche Laufbahn 2010 bei der P8 Marketing GmbH. Dort war er als Leiter des Standorts in Wien tätig und erhielt 2012 eine Auszeichnung für die beste PR-Kampagne 2012 für das Projekt „Bei Staubildung Rettungsgasse“.
2015 stieg Tursky in ein 2014 gegründetes Tochterunternehmen der P8 Marketing GmbH ein, welches bis zur Liquidierung 2019 als „3D Elements GmbH“ Leistungen im Bereich des 3D Drucks anbot. Er war ab April 2016 bis April 2017 dort als Geschäftsführer tätig. Das Unternehmen wurde 2019 liquidiert und 2021 aus dem Firmenbuch gelöscht.
Seit Februar 2025 leitet er das Vodafone Institut Europe, einem innerbetrieblichen Thinkthank für digitale Technologien.
Seit Anfang 2025 lebt Tursky in der Schweiz. Er ist mit einer Schweizer Juristin verheiratet und hat mit ihr eine Tochter.

## Politik
2006 bis 2010 war Tursky Landesgeschäftsführer der Jungen Volkspartei Tirol. Ab 2017 war er im Büro des Tiroler Landeshauptmanns Günther Platter, zunächst als Pressesprecher, dann ab 2018 als Büroleiter tätig. 2022 wurde Tursky von Günther Platter zum Hofrat ernannt.
Im August 2021 wurde Tursky als Ersatzmitglied für die ausgeschiedene Zoller-Frischauf in den Aufsichtsrat des Tiroler Landesenergieversorgers Tiwag gewählt. Tursky wurde zum 1. Stellvertreter des Aufsichtsratsvorsitzenden bestimmt und zum Mitglied des Prüfungsausschusses gewählt.
Am 11. Mai 2022 wurde Tursky von Bundespräsident Van der Bellen zum Staatssekretär im Bundesministerium für Finanzen angelobt. Sein Mandat im Aufsichtsrat der Tiwag legte er am selben Tag nieder.
Als Verhandlungsführer für Österreich trieb er die eIDAS‑Konformität der ID‑Austria-Plattform sowie die Umsetzung der EU‑weiten digitalen Brieftasche („EU‑Wallet“) voran. Unter seiner Federführung wurden bereits 2022 in Österreich zahlreiche digitale Ausweise wie der digitale Führerschein und Altersnachweis eingeführt, die als Vorbild für die eIDAS2‑Digital‑Wallet gelten – Österreich gilt damit europaweit als Pionier.
Im Rahmen des EU‑AI‑Acts engagierte sich Tursky intensiv in den Trilogen, vertrat die Regierungsposition, unterstrich die Bedeutung eines risikobasierten Ansatzes und setzte sich auf nationaler Ebene für die Gründung einer „KI‑Servicestelle“ und späteren KI‑Behörde ein, die sowohl Verbraucher schützt als auch Unternehmen Rechtssicherheit verschafft.
Darüber hinaus initiierte er mit dem „Digital Austria Act“ ein umfassendes Digitalisierungsprogramm, das 117 Maßnahmen und 36 Prinzipien umfasst. Ziel ist es, Verwaltung handlungsfähig für digitale Transformationsvorhaben zu machen – etwa durch digitale Einreichportale und Gesetzesautomatisierung. Der Digital Austria Act wurde damit zur Grundlage der österreichischen Digitalpolitik, wurde im Regierungsprogramm der Bundesregierung Stocker festgeschrieben und von Tursky Nachfolger Alexander Pröll zum „Digital Austria Act 2.0“ erweitert.
Im September 2023 wurde er von der ÖVP als Bürgermeisterkandidat für die Gemeinderats- und Bürgermeisterwahl in Innsbruck 2024 nominiert. Tursky wurde am Stadtparteitag der Innsbrucker Volkspartei am 3. November 2023 mit 91,9 Prozent der Stimmen zum neuen Stadtparteiobmann gewählt.
Im März 2024 gab Tursky seinen Rücktritt von seinem Amt als Staatssekretär bekannt. Dieser erfolgte offiziell im Ministerrat am 13. März 2024. Als Grund gab er seine Kandidatur als Innsbrucker Bürgermeister an. Die Digitalisierungsagenden soll Staatssekretärin Claudia Plakolm ab dem 1. Mai 2024 übernehmen.
Am 14. April 2024 erzielte Tursky bei der Gemeinderats- und Bürgermeisterwahl in Innsbruck mit einer ÖVP-Liste „Das Neue Innsbruck“ mit der Kurzbezeichnung TURSKY 10,2 Prozent der Stimmen (vier Mandate). In der Bürgermeister-Wahl erhielt Tursky 10,4 Prozent und kam damit auf den fünften Platz. Die Wahlkampfkosten betrugen 1,1 Millionen Euro. Im Mai 2024 gab Tursky seinen Rückzug aus der Stadtpolitik bekannt. Ende Februar 2025 wurde Mario Gerber vom Stadtparteivorstand als Nachfolger von Tursky zum geschäftsführenden Obmann der Innsbrucker ÖVP gewählt.
Im Juli 2024 wurde bekannt, dass Tursky im Auftrag von Bundeskanzler Karl Nehammer für die ÖVP das Parteiprogramm für die Nationalratswahl 2024 koordiniert. Im November 2024 kehrte er für Koalitionsverhandlungen nach den Nationalratswahlen 2024 in die Bundespolitik zurück.